# Titiscania shinkishihataii
Titiscania shinkishihataii is een slakkensoort uit de familie van de Titiscaniidae. De wetenschappelijke naam van de soort is voor het eerst geldig gepubliceerd in 1955 door Taki.